# Olivier Martret
Olivier Martret, né le 18 juillet 1989 aux Lilas, en Seine-Saint-Denis, est un acteur français.
Actif dans le doublage, il est notamment la voix régulière de Rupert Grint depuis la saga Harry Potter et celle de Charlie McDermott dans la série télévisée The Middle.

## Biographie
Formé au théâtre de l'Est parisien, il a commencé le doublage en 2001. Il a notamment prêté sa voix au personnage Ron Weasley (incarné par Rupert Grint) dans les 8 films de la saga Harry Potter. Il est également connu pour être la voix de l'aîné de la famille Heck dans la série télévisée The Middle.

## Doublage

### Cinéma

#### Films
- Rupert Grint dans : 
  - Harry Potter à l'école des sorciers (2001) : Ron Weasley
  - Plein Gaz (2002) : Alan A. Allen
  - Harry Potter et la Chambre des secrets (2002) : Ron Weasley
  - Harry Potter et le Prisonnier d'Azkaban (2004) : Ron Weasley
  - Harry Potter et la Coupe de feu (2005) : Ron Weasley
  - Harry Potter et l'Ordre du phénix (2007) : Ron Weasley
  - Harry Potter et le Prince de sang-mêlé (2009) : Ron Weasley
  - Harry Potter et les Reliques de la Mort, partie 1 (2010) : Ron Weasley
  - Harry Potter et les Reliques de la Mort, partie 2 (2011) : Ron Weasley
  - Charlie Countryman (2013) : Carl
  - Moonwalkers (2015) : Jonny
  - Knock at the Cabin (2023) : Redmond

- Douglas Booth dans :
  - Le Secret de Green Knowe (2009) : Sefton
  - LOL USA (2012) : Kyle

- 1982[1] : E.T. l'extra-terrestre : Elliott (Henry Thomas)
- 1993 : Adieu ma concubine : Duan « Shitou » Xiaolou, adolescent (Zhao Hailong)
- 2001 : Crocodile Dundee 3 : Mikey Dundee (Serge Cockburn)
- 2001 : Destination: Graceland : Jesse Waingrow (David Kaye)
- 2002 : La Machine à explorer le temps : Kalen (Omero Mumba)
- 2002 : Plus jamais : ? ( ? )
- 2003 : Peter Pan : Peter Pan (Jeremy Sumpter)
- 2004 : Starsky et Hutch : Willis (Jeffrey Lorenzo)
- 2004 : Les Désastreuses aventures des orphelins Baudelaire : Klaus Baudelaire (Liam Aiken)
- 2004 : Le Roi Arthur : Lancelot du Lac (enfant) (Elliott Henderson-Boyle)
- 2004 : Le Clan des rois : Fleck (Martin Freeman) (enfant)
- 2004 : Cinq enfants et moi : Cyril (Jonathan Bailey)
- 2004 : Mean Creek : Sam Merric (Rory Culkin)
- 2005 : La Légende de l'étalon noir : Aden (Patrick Elyas)
- 2009 : Les Zintrus : Jake (Austin Butler)
- 2010 : Le Monde de Narnia : L'Odyssée du Passeur d'Aurore : Eustache Scrubb (Will Poulter)
- 2011 : Scream 4 : l'inspecteur Ross Hoss (Adam Brody)
- 2012 : Terraferma : Marco (Filippo Scarafia)
- 2012 : Une nouvelle chance : Bo Gentry (Joe Massingill)
- 2012 : Chasing Mavericks : Blond (Devin Crittenden)
- 2013 : Battle of the Year : Rebel (Jesse Casper Brown)
- 2014 : Paranormal Activity: The Marked Ones : Oscar Lopez (Carlos Pratts)
- 2015 : Projet Almanac : David Raskin (Jonny Weston)
- 2015 : DUFF : le faire-valoir : Toby Tucker (Nick Eversman)
- 2016 : Bibi et Tina : Filles contre garçons : François Pierre Truffaut (Tilman Pörzgen)
- 2017 : Super Dark Times : Daryl (Max Talisman)
- 2018 : Strangers: Prey at Night : Luke (Lewis Pullman)
- 2022 : Hellraiser : Matt (Brandon Flynn)
- 2025 : Bullet Train Explosion : Kazuya Takaichi (Tsuyoshi Kusanagi (en))

#### Films d'animation
- 1986[2] : Le Château dans le ciel : Pazu
- 1989[3] : Kiki la petite sorcière : Tombo
- 2004 : L'Île de Black Mór : un des enfants à l'orphelinat
- 2015 : Tom et Jerry : Mission espionnage : Hadji

### Télévision

#### Séries télévisées
- Charles Carver dans : 
  - Desperate Housewives (2008-2012) : Porter Scavo (62 épisodes)
  - Teen Wolf (2013-2017) : Ethan Steiner (22 épisodes)

- Michael Eric Reid (en) dans :
  - Victorious (2010-2013) : Sinjin Van Cleef (45 épisodes)
  - Sam et Cat (2014) : lui-même (saison 1, épisode 28)

- Damian McGinty dans : 
  - The Glee Project (2011) : lui-même (11 épisodes)
  - Glee (2011-2012) : Rory Flanagan (18 épisodes)

- Rupert Grint dans :
  - Sick Note (2017-2018) : Daniel Glass (14 épisodes)
  - Le Cabinet de curiosités de Guillermo del Toro (2022) : Walter Gilman

- 2002 : Disparition : Jacob Clarke enfant (Anton Yelchin) (mini-série)
- 2004-2005 : Les Sauvages : Sam Savage (Andrew Eiden) (19 épisodes)
- 2008 : The Big Bang Theory : Dennis Kim (Austin Lee) (saison 1, épisode 12)
- 2009-2018 : The Middle : Axl Heck (Charlie McDermott) (215 épisodes)
- 2010-2015 : Pretty Little Liars : Mike Montgomery (Cody Christian) (29 épisodes)
- 2011 : Borgia : Marcantonio Colonna (Richard Southgate) (6 épisodes)
- 2011-2012 : Skins : Richard « Rich » Hardbeck (Alexander Arnold) (16 épisodes)
- 2012 : Hollywood Heights : Phil Sanders (Robert Adamson) (78 épisodes)
- 2012 : Body of Proof : Greg Lux (Cody Christian) (saison 2 épisode 16)
- 2013 : Smash : Kyle Bishop (Andy Mientus) (14 épisodes)
- 2013-2014 : Teen Wolf : Aiden (Max Carver) (20 épisodes)
- 2014 : The Newsroom : Jack Spaniel (Jimmi Simpson) (3 épisodes)
- 2015 : UnREAL : Sam (Graeme McComb) (8 épisodes)
- 2015-2017 : Quantico : Caleb Haas (Graham Rogers) (24 épisodes)
- 2015-2019 : Gotham : Jonathan Crane / l'Épouvantail (Charlie Tahan puis David W. Thompson) (10 épisodes)
- 2016 : Eyewitness : Lukas Waldenbeck (James Paxton) (10 épisodes)
- depuis 2023 : Gen V : Jeff (Dan Beirne (en))

#### Émission
- 2022 : Harry Potter : Retour à Poudlard : Rupert Grint

#### Séries d'animation
- 2003-2006 : Boo! : un des enfants
- 2004 : Charlie Brown : Charlie Brown[réf. nécessaire]
- 2005-2006 : The Boondocks : Riley Freeman
- 2005-2006 : Yakari : Petit Tonnerre (1re voix)
- 2006-2009 : Monster Allergy : Zick
- 2007 : Gurren Lagann : Simon
- 2007-2009 : Gundam 00 : Michael Trinity
- 2011 : Ogrest, La légende : Moyenne Queue (épisode HS)
- 2012-2013 : Martine : Vincent et Franky G
- 2012-2014 : La Légende de Korra : Mako
- 2018 : Sword Gai: The Animation : Naoki Miki

### Jeux vidéo
- 2005 : Harry Potter et la Coupe de feu : Ron
- 2007 : Harry Potter et l'Ordre du phénix : Ron
- 2009 : Harry Potter et le Prince de sang-mêlé : Ron
- 2010 : Harry Potter et les Reliques de la Mort partie 1 : Ron
- 2011 : Harry Potter et les Reliques de la Mort partie 2 : Ron
- 2011 : Uncharted 3 : L'Illusion de Drake : Nathan Drake jeune
- 2012 : Victorious : Time to Shine : Sinjin
- 2013 : Dead Rising 3 : Nick Ramos

### Voix off
- 2019 : Les 100 premiers jours (TFX)
- 2020 : Bébés chiens (TF1)